# کریژانوف (ناحیه ژدار ناد سازاوو)
کریژانوف (به چکی: Křižanov) یک منطقهٔ مسکونی در جمهوری چک است که در ناحیه ژدار ناد سازاووو واقع شده‌است. کریژانوف ۱۳٫۶۲ کیلومتر مربع مساحت و ۱٬۸۲۱ نفر جمعیت دارد و ۵۲۷ متر بالاتر از سطح دریا واقع شده‌است.